# 두근두근 감동카메라 미사고
《두근두근 감동카메라 미사고》(이하 미사고)는 대한민국의 채널A의 예능 프로그램이다.

## 프로그램 소개
마음에 담아둔 그 한마디, 언젠가는 꺼내야지 하면서 그냥 묻어두고 계시진 않습니까?
늘 가까이 있어서 말하지 못했습니다. "미안합니다"
얼마나 사랑하는지 말하지 못했습니다. "사랑합니다"
고맙고 감사한 마음을 전합니다. "고맙습니다"
당신의 마음을 따뜻하게 만들어줄 착한 예능프로그램이 "두근두근 감동카메라 미사고" 입니다.

## 방송 시간
| 방송 기간                         | 방송 시간                        |
| --------------------------------- | -------------------------------- |
| 2015년 3월 30일 ~ 2015년 4월 20일 | 월요일 밤 11시 ~ 밤 12시 20분    |
| 2015년 6월 7일 ~ 2015년 9월 20일  | 일요일 밤 8시 20분 ~ 밤 9시 30분 |

## 진행
- 김국진
- 이지애